# Берегове (Бахчисарайський район)
Берегове́ (до 1940-х років — Замру́к, крим. Zamruq) — село в Україні, у Бахчисарайському районі Автономної Республіки Крим. Підпорядковане Піщанівській сільській раді. Населення — 870 чоловік (станом на 2001 рік).

## Географія
Берегове знаходиться на крайньому північному заході району, на березі Каламітської затоки Чорного моря, у гирлі річки Західний Булганак, частіше називається просто Булганак. Географічно долина Булганака вважається межею передгір'їв Кримських гір: за північним схилом долини починається плоский степ.
Відстань від Берегового до райцентру 35 кілометрів, до Сімферополя і Севастополя близько 45 і приблизно 60 кілометрів до Євпаторії. Село широко відоме як тихий приморський курорт із зручними галечно-піщаними пляжами.

## Історія
Село Замрук (крим. Zamruq, Самрук — естонська вимова) в документах часів Кримського ханства доки не виявлене, уперше назва зустрічається в Камеральному описі Криму 1784 року як село бакчи-сарайського каймаканства Бакче-сарайського кадилику Замрук.

Пам'ятна дошка Едуарду Вільде на приміщенні пошти

Пам'ятна дошка Едуарду Лааману на приміщенні пошти

Православна церква Георгія Побідоносця

Після анексії Криму Російською імперією 8 лютого 1784 року, село було приписане до Сімферопольському повіту Таврійської області. Позначалася на карті Федора Чорного 1790 року. Після Павлівських реформ, з 1792 по 1802 рік, входила в Акмечетський повіт Новоросійської губернії. По новому адміністративному поділу, після створення 8 (20) жовтня 1802 року Таврійської губернії, Замрук був приписаний до Актачинської волості Сімферопольського повіту.
По складеній в 1805 році Відомості про усі селища, у що Сімферопольському повіті полягають. у Замруці в 34 дворах проживало 103 кримських татарина, а землі належали статському радникові Казнадар-азі, у 1817 році, судячи з карти, у селі було 25 дворів.
По адміністративній реформі 1829 року, згідно з Відомістю про казенні волості Таврійської губернії 1829 р. Замрук приписали до Дуванкойської волості, і в 1842 році, судячи з карт, у селі було 25 житлових будинків.
Під час Кримської війни в районі Замруку, напередодні битви на Альмі 1854 року, розташовувалося з'єднання турецьких військ. Після закінчення війни мала місце масова еміграція кримських татар до Османської імперії, виїхало і населення Замрука, і вже 1 листопада 1861 року в порожнє село в'їхало 13 сімей переселенців з Естонії. У «Списку населених місць Таврійської губернії за відомостями 1864 р», за результатами VIII ревізії, у селі в 13 дворах проживало 110 чоловік, записаних як казенних німців і була скасована мечеть (у 1865 році на карті всього 11 дворів).
У «Пам'ятній книзі Таврійської губернії 1889г» за результатами Х ревізії 1887 року записаний Замрук з 25 дворами і 144 жителями.
Після земської реформи 1890 року Замрук зарахували до Кронентальської волості
У 1915 році, згідно з Статистичним довідником Таврійської губернії. Ч.1-а Статистичний нарис, випуск шостий Сімферопольський повіт, 1915 р., село носило 2 назви: Берегове і Замрук і відносилося до Булганакської волості.
На 1926 рік, за новим адміністративним поділом, Замрук відносився до Сімферопольському району, а саме село було приписане до Булганацької сільради.
На 1968 рік село входило до складу Вілінської сільради, на 1977 рік — до складу Піщанівської.

## Динаміка чисельності населення
- 1805 — 103 чол. (всі кримські татари)
- 1864 — 110 чол. (всі естонці)
- 1889 — 144 чол.
- 1926 — 260 чол. (210 естонців, 39 росіян, 10 німців)
- 1939 — 249 чол.
- 1989 — 904 чол.
- 2001 — 870 чол.